# وقتی تو مال من میشی
وقتی تو مال من میشی (اسپانیایی: Cuando seas mía‎) یک تله‌نوولا مکزیکی است که توسط فرناندو گایتان و خوزه لوئیس دوران ساخته شده است. این مجموعه در ۷ مه ۲۰۰۱ تا ۱۲ مه ۲۰۰۲ از آزتکا ۱۳ پخش شد. سیلویا ناوارو و سرخیو باسانز در آن به ایفای نقش می‌پردازند.

## بازیگران
- سیلویا ناوارو در نقش ترسا سوارز دومینگز "پالوما" / النا اولیوارس مالدونادو د سانچز-سرانو
- سرخیو باسانز در نقش دیگو سانچز-سرانو
- مارتا کریستیانا در نقش برنیس ساندووال پورتوکاررو د سانچز-سرانو
- آنت میشل در نقش باربارا کاسترخن د سانچز-سرانو
- رودریگو عبد در نقش فابیان سانچز-سرانو والیو
- اوانجلینا الیزوندو در نقش خانم اینس اوگارته ودا. د سانچز-سرانو "مامانه"
- سرجیو بوستامانته در نقش خوآن فرانسیسکو سانچز-سرانو اوگارته
- مارگاریتا گرالیا در نقش آنجلا والیو د سانچز-سرانو
- لورا پادیلا در نقش سوله‌داد سوارز دومینگز د موندرانی
- آنا سررادییا در نقش دانیلا سانچز-سرانو د مک‌کلن